# Прабългарско укрепено селище при Балчик
Старобългарското укрепено селище северно от авиобаза Балчик е основано през VII век и е съществувало до малко след покръстването на България.
Селището заема площ около 1800 хектара в ивица на брега, дълга към 12 км и широка до 3 км. Открито е през 1967 г. на високия добруджански бряг над Балчик. Понастоящем обектът е силно обезличен и на голяма част от археологическата територия са направени голф клубове, хотели и частни сгради, а друга е обработвана като селскостопанска земя.

## Описание
Археологическият обект е обширно селище, укрепено с валове. Открит е голям грънчарски производствен център, проучват се 2 некропола.
От тях Ритуалният прабългарски езически некропол в района на военното летище Балчик, изследван от археолозите, е най-старият прабългарски некропол в днешните граници на България. Прабългарският некропол в местността Ковънлъка (върху стара тракийска могила, почти обезличена) съдържа и славянски погребения. Има и група християнски гробове, открити на 3 км северозападно от балчишкото село Топола и на 8 км от Каварна. Комплексът е най-големият биритуален некропол в страната, който се свързва с прабългарите от времето на заселването им до 860-те години.
Обектът се датира по намерената висококачествена старобългарска керамика, медальони, токи и апликации с полусферични украси със свободни гвоздейчета и др. предмети, анализ на погребенията и откритите сребърни рантовизантийски монети от времето на Тервел, сред които и „милиарензия“, синхронна със събитията, когато византийският император Анастасий II дава за българската войска 50 кентинария злато (за огромната сума от 360 000 златни монети), за да има подкрепата на прабългарите (като Тервел подпомгне имтератора в спора за византийския престол) след победоносните им походи към Цариград: с първия от които Тервел възкачва за император на Византия Юстиниян II в 705 г., а българският владетел е коронован за кесар (цар), при втория в 716 г. прабългарите разбиват византийците при Тутхон (Анхиало) в 708 г., а с третия свалят обсадата на Константинопол, унищожават нахлулите да завладяват Европа войски на Арабския халифат в 716 г..
Прабългарите в селището Ковънлък не са номади, а уседнало земеделско население, което потвърждава и един косер за лозя, открит в некропола. Занимавали са се и с риболов, което сочат намерените кости на различни риби. Керамиката им също доказва, че прабългарите не са номади, че идват там с установени традиции в керамичното производство. Били са добри скотовъдци и състоятелни хора, това виждаме в скъпите жертвени животни от некрополите. Открити са кости на много големи, едри животни – волове, крави, телета, овце, кози. Например в троен гроб на мъж, жена и дете в жертва са принесени 2 крави, 2 агнета и теле – това не е по джоба на бедни чергари и прости номади, защото да се отгледа и да се заколи крава по време на погребението е скъп лукс, дори за възможностите в днешните времена, а там са жертвани 6 домашни животни в случая.
На морския бряг от нос Иканталък (тур.: развалини) чак до нос Щит под античната крепост Афродизион (Топола) морето разкрива в залива многобройни фрагменти от керамика, фосилизирани кости, монети и др. извлечени от вълните от горните слоеве на земната маса на мекия бряг, което показва интензивно обитаване на мястото в продължение на столетия. След покръстването, както и в цяла България от р. Тиса до Бяло море, землените укрепления са изоставени, първенство добиват каменните градове и постепенно животът от селището се концентрира в чертите на поселението сред каменните стени на Карвуна в късноантичния Дионисопол (дн. кв. „Хоризонт“ на Балчик), за което свидетелства откритата там в 2016 г. високостойностна златна монета на император Никифор II Фока (963 – 969).